# Mecca
Mecca hay Makkah (tiếng Ả Rập: مكة Makkah [ˈmakːa]) là một thành phố tại vùng đồng bằng Tihamah thuộc Ả Rập Xê Út và là thủ phủ của vùng Makkah (Mecca). Thành phố nằm trong nội lục, cách thành phố cảng Jeddah 70 km, trên một thung lũng hẹp có độ cao 277 m trên mực nước biển, và cách 340 km về phía nam của Medina. Dân số cư dân thành phố vào năm 2012 là khoảng 2 triệu người, song lượng du khách đông gấp ba lần con số này vào dịp hajj ("hành hương") mỗi năm vào tháng thứ 12 theo lịch Hồi giáo.
Do là sinh quán của Muhammad và là địa điểm Muhammad lần đầu được Thượng đế tiết lộ về Quran (trong một hang đá cách Mecca 3 km), Mecca được nhìn nhận là thành phố linh thiêng nhất trong Hồi giáo và một cuộc hành hương gọi là Hajj là điều bắt buộc đối với mọi tín đồ Hồi giáo có khả năng. Mecca sở hữu Kaaba, theo đa số tín đồ thì đây là điểm linh thiêng nhất trong Hồi giáo, cũng như là nơi các tín đồ Hồi giáo hướng đến khi cầu nguyện.
Mecca trong một thời gian dài từng nằm dưới quyền cai trị của các hậu duệ của Muhammad với hiệu là sharif, họ là những quân chủ độc lập hoặc là chư hầu của một thực thể lớn hơn. Thành phố bị Ibn Saud chinh phục vào năm 1925. Trong thời hiện đại, Mecca trải qua mở rộng rất lớn về quy mô và hạ tầng, sở hữu nhiều công trình kiến trúc như Tháp Abraj Al Bait thuộc nhóm toà nhà cao nhất thế giới. Trong quá trình mở rộng này, Mecca bị mất đi một số công trình lịch sử và di tích khảo cổ học, như Pháo đài Ajyad. Ngày nay, có hơn 15 triệu tín đồ Hồi giáo đến Mecca mỗi năm, trong đó có hàng triệu người trong những ngày Hajj. Do đó, Mecca trở thành một trong những thành phố có tính chất thế giới nhất trong thế giới Hồi giáo, song người không theo Hồi giáo bị cấm vào thành phố.

## Từ nguyên
"Mecca" là dạng chuyển tự quen thuộc trong tiếng Anh, song chính phủ Ả Rập Xê Út sử dụng cách chuyển tự chính thức là Makkah, nó sát hơn với phát âm trong tiếng Ả Rập. Từ "Mecca" trong tiếng Anh đã được biến hoá và mang cả ý nghĩa bất kỳ địa điểm nào thu hút một lượng lớn người, nên một số người Hồi giáo nói tiếng Anh cho rằng việc sử dụng cách viết này cho thành phố là điều xúc phạm. Chính phủ Ả Rập Xê Út chọn Makkah làm chính tả chính thức trong thập niên 1980, song không được biết đến hoặc sử dụng phổ biến trên toàn thế giới. Tên chính thức đày đủ của thành phố là Makkah al-Mukarramah hoặc Makkatu l-Mukarramah (مكة المكرمة, phát âm [makkah al mukarramah] hay [makkatul mukarramah], có nghĩa là "Mecca tôn kính", song còn được dịch thoáng thành "thành phố linh thiêng Mecca".
Tên gọi cổ xưa hoặc ban đầu của địa điểm Mecca là Bakkah (còn được chuyển tự thành Baca, Baka, Bakah, Bakka, Becca, Bekka). Đây là một từ trong tiếng Ả Rập, từ nguyên của nó không rõ, giống như trường hợp của Mecca. Nhiều người cho rằng nó là một từ đồng nghĩa với Mecca, cụ thể hơn thì nó được cho là tên ban đầu của thung lũng nằm tại đó, trong khi các học giả Hồi giáo thường sử dụng nó để chỉ khu vực thiêng liêng của thành phố bao gồm Kaaba cùng phần ngay xung quanh nó
Thuật ngữ Bakkah được sử dụng làm tên gọi chỉ Mecca trong Quran chương 3:96, còn dạng Mecca được dùng trong chương 48:24. Trong tiếng Nam Ả Rập, tức ngôn ngữ được sử dụng tại phần miền nam bán đảo Ả Rập vào thời kỳ Muhammad, b và m có thể thay thế cho nhau. Những đề cập khác đến Mecca thấy trong Quran (6:92, 42:5) thì gọi nó là Umm al-Qurā (أم القرى), nghĩa là "mẹ của mọi khu định cư." Tên gọi khác của Mecca là Tihamah.
Tên gọi khác cho Mecca, hoặc là của vùng hoang vu và núi non xung quanh thành phố, là Faran hoặc Pharan theo truyền thuyết Ả Rập và Hồi giáo, nói đến hoang mạc Paran được đề cập trong Cựu Testament tại quyển 21:21. Truyền thuyết Ả Rập và Hồi giáo cho rằng vùng hoang vu Paran là Tihamah theo nghĩa rộng và địa điểm nơi Ishmael định cư là Mecca. Nhà địa lý học Syria vào thế kỷ XII là Yaqut al-Hamawi viết rằng Fārān là "một từ Hebrew được Ả Rập hoá, một trong các tên gọi của Mecca được đề cập trong Torah."

## Chính phủ
Mecca nằm dưới quyền cai quản của chính quyền thành phố Mecca, một hội đồng đô thị gồm 14 thành viên được bầu cử ở địa phương, đứng đầu là một thị trưởng (Al-Amin) do chính phủ Ả Rập Xê Út bổ nhiệm. Tính đến tháng 5 năm 2015, thị trưởng của thành phố là Tiến sĩ Osama bin Fadhel Al-Bar.
Mecca là thủ phủ của vùng Makkah, vùng này bao gồm thành phố Jeddah lân cận. Abdul Majeed bin Abdulaziz Al Saud là thống đốc của vùng từ năm 2000 đến khi ông mất vào năm 2007. Ngày 16 tháng 5 năm 2007, Hoàng tử Khalid bin Faisal Al Saud được bổ nhiệm làm thống đốc mới.

## Lịch sử

### Lịch sử sơ khởi

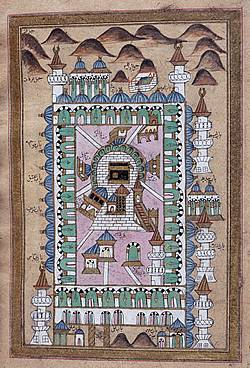
Một bản đồ của Ottoman vào năm 1787 về Masjid al-Haram và các địa điểm tôn giáo liên quan (Jabal al-Nour)

Lịch sử sơ khởi của Mecca vẫn bị tranh chấp ở mức độ lớn, do không có đề cập rõ ràng về nó trong tài liệu cổ đại trước khi Hồi giáo xuất hiện.
Đế quốc La Mã (Roma) đoạt quyền kiểm soát một phần Hejaz vào năm 106, có các thành phố chỉ huy như Hegra (nay gọi là Mada'in Saleh), nằm về phía bắc của Mecca. Người La Mã có các mô tả chi tiết về miền tây bán đảo Ả Rập, như Procopius, song không nói đến một tiền đồn hành hương và mậu dịch giống như Mecca. Đề cập trực tiếp đầu tiên về Mecca trong tài liệu bên ngoài xuất hiện vào năm 741 trong Biên niên sử Byzantine-Ả Rập, song trong đó tác giả đặt nó tại Lưỡng Hà thay vì tại Hejaz.
Do khu vực có môi trường khắc nghiệt và việc thiếu vắng các tham chiếu lịch sử trong các nguồn La Mã, Ba Tư và Ấn Độ, nên các sử gia như Patricia Crone và Tom Holland nghi ngờ trước tuyên bố rằng Mecca là một tiền đồn mậu dịch lớn trong lịch sử.
Sử gia Hy Lạp Diodorus Siculus viết về bán đảo Ả Rập trong tác phẩm Bibliotheca historica của ông, mô tả một đền thờ linh thiêng: "Và một đền thờ được dựng lên tại đó, là nơi rất linh thiêng và cực kỳ được sùng kính đối với tất cả người Ả Rập". Mô tả được cho là có thể ám chỉ đến Kaaba tại Mecca, tuy nhiên vị trí địa lý mà Diodorus miêu tả nằm tại tây bắc bán đảo Ả Rập, ở khoảng khu vực Leuke Kome, gần với Petra hơn và nằm trong Vương quốc Nabatea cổ và sau là tỉnh Arabia Petraea thuộc La Mã.
Ptolemy liệt kê danh sách 50 thành phố tại bán đảo Ả Rập, một nơi có tên là "Macoraba". Tồn tại suy đoán rằng đây có thể là một sự ám chỉ đến Mecca. Tuy nhiên, do thiếu mô tả hoặc bất kỳ tài liệu ủng hộ nào khác nên luận điểm này được xem là có thể gây tranh chấp.
Một số bản khắc Thamud được phát hiện tại miền nam Jordan có tên của một số cá nhân như "Abd Mekkat", có nghĩa là "nô bộc của Mecca". Ngoài ra còn có một số bản khắc khác có các tên người như "Makky" nghĩa là "người Mecca", song Jawwad Ali từ Đại học Baghdad đề xuất rằng cũng có khả năng một bộ lạc tên là "Mecca".

### Quan điểm Hồi giáo
Theo truyền thuyết Hồi giáo, lịch sử Mecca có nguồn gốc từ Abraham (Ibrahim), ông cho xây dựng Kaaba với giúp đỡ từ người con cả của mình là Ishmael vào khoảng năm 2000 TCN khi cư dân tại địa điểm được gọi là Bakkah rời bỏ thuyết độc thần của Abraham do ảnh hưởng của người Amalek. Cựu Testament trong chương Thánh Vịnh 84:3–6 có một đề cập đến một cuộc hành hương tại thung lũng Baca, người Hồi giáo nhìn nhận rằng điều này có liên quan đến việc đề cập Mecca là Bakkah trong Surah 3:96 của Quran.
Vào một thời điểm trong thế kỷ V, Kaaba là một địa điểm thờ cúng các vị thần của các bộ lạc dị giáo trên bán đảo Ả Rập. Vị thần dị giáo quan trọng nhất của Mecca là Hubal, được bộ lạc Quraysh đưa vào thờ tại đó và duy trì cho đến thế kỷ VII.
Trong Sharḥ al- Asāṭīr, một bài bình luận trong bảng niên đại kiểu midrash của người Samaria về các tộc trưởng, có niên đại không rõ song có lẽ được soạn vào thế kỷ X, nó cho rằng Mecca được xây dựng bởi những con trai của Nebaioth- con cả của Ishmael.
Trong thế kỷ V, bộ lạc Quraysh đoạt quyền kiểm soát Mecca, và họ trở thành các thương nhân có kỹ năng. Đến thế kỷ VI, họ tham gia hoạt động mậu dịch gia vị sinh lợi, do chiến tranh ở những nơi khác khiến cho các tuyến mậu dịch chuyển từ các tuyến trên biển nguy hiểm sang các tuyến đường bộ an toàn hơn. Đế quốc Đông La Mã (Byzantine) trước đó từng kiểm soát biển Đỏ, song nạn hải tặc gia tăng. Một tuyến khác trước đó chạy qua vịnh Ba Tư thông qua các sông Tigris và Euphrates song cũng bị đe doạ lợi dụng từ Đế quốc Sassanid, và bị phá vỡ bởi người Lakhm, Ghassan, và các cuộc chiến tranh La Mã-Ba Tư. Tầm quan trọng của Mecca với vị thế là một trung tâm mậu dịch cũng vượt qua các thành phố Petra và Palmyra. Tuy nhiên, người Sassanid không phải luôn tạo thành mối đe doạ đối với Mecca, như vào năm 575 họ bảo vệ Mecca khỏi cuộc xâm chiếm từ Vương quốc Axum dưới quyền lãnh đạo của thủ lĩnh theo Cơ Đốc giáo Abraha. Các bộ lạc tại miền nam bán đảo Ả Rập yêu cầu Quốc vương Ba Tư Khosrau I viện trợ, đáp lại ông nam tiến đến bán đảo Ả Rập với bộ binh và một hạm đội tàu đến Mecca. Việc Ba Tư can thiệp đã ngăn chặn Cơ Đốc giáo truyền bá về phía đông đến bán đảo Ả Rập, và Mecca cùng Nhà tiên tri Hồi giáo Muhammad "sẽ không lớn lên dưới cây Thánh giá", Muhammad khi đó mới sáu tuổi và sống trong bộ lạc Quraysh.
Đến giữa thế kỷ VI, tồn tại ba khu định cư lớn tại miền bắc bán đảo Ả Rập, tất cả đều nằm dọc bờ biển tây nam giáp biển Đỏ, trong một khu vực có thể ở được nằm giữa biển và các dãy núi lớn ở phía đông. Mặc dù khu vực xung quanh Mecca hoàn toàn cằn cỗi, song đây là nơi giàu có nhất trong ba khu định cư lớn nhờ nguồn nước dồi dào từ giếng Zamzam nổi tiếng, và có vị trí tại giao điểm của các tuyến đường đoàn buôn lớn.
Các điều kiện khắc nghiệt và địa hình của bán đảo Ả Rập khiến các bộ lạc địa phương ở trong tình trạng xung đột gần như liên miên, song vào một lần trong năm họ tuyên bố đình chiến và cùng đi đến Mecca trong một cuộc hành hương thường niên. Đến thế kỷ VII, người Ả Rập dị giáo dùng hành trình này cho mục đích tôn giáo để bày tỏ tôn kính với điện thờ của họ, và để uống nước từ giếng Zamzam. Tuy nhiên, nó cũng là khoảng thời gian mỗi năm để phân xử các tranh chấp, các khoản nợ được giải quyết, và việc mua bán có thể xuất hiện trong các chợ phiên Mecca. Các sự kiện thường niên này khiến cho các bộ lạc có cảm giác về bản sắc chung và biến Mecca thành một trung tâm quan trọng của bán đảo Ả Rập.
Năm con Voi là tên gọi trong lịch sử Hồi giáo, tương ứng với khoảng năm 570 theo Tây lịch. Theo truyền thuyết Hồi giáo, Muhammad sinh vào năm này. Theo các học giả Hồi giáo ban đầu như Ibn Ishaq, Abraha là người cai trị Cơ Đốc giáo của Yemen, lệ thuộc Vương quốc Aksum của Ethiopia, ông cho xây dựng một nhà thờ tại Sana'a gọi là al-Qullays nhằm tôn vinh Quốc vương Aksum Negus. Nhà thờ này có tiếng tăm lan rộng, thậm chí còn được chú ý của Đế quốc Đông La Mã. Abraha nỗ lực chuyển hướng cuộc hành hương của người Ả Rập từ Kaaba đến al-Qullays và cử Muhammad ibn Khuza'i đi chuyển thông điệp đến Mecca và Tihamah rằng al-Qullays tốt hơn nhiều so với các công trình cúng bái khác và còn thanh khiết hơn. Khi Muhammad ibn Khuza'i đến vùng đất của người Kinana, cư dân cử người bắn tên giết chết nhân vật này. Abraha tức giận và thề sẽ tập kích bộ lạc Kinana và phá huỷ đền thờ. Ibn Ishaq nói rằng một thành viên của bộ lạc Quraysh tức giận trước điều này, và đi đến Sana'a rồi lẻn vào nhà thờ vào ban đêm và làm ô uế nó. Abraha đem một đội quân lớn hành quân đến Kaaba, gồm nhiều voi chiến, với ý định phá huỷ nơi này. Khi biết tin quân Abraha tiến đến, các bộ lạc Ả Rập là Quraysh, Banu Kinanah, Banu Khuza'a và Banu Hudhayl liên hiệp nhằm phòng thủ Kaaba. Một người đến từ Vương quốc Himyar được Abraha phái đi khuyên họ rằng Abraha chỉ muốn phá huỷ Kaaba và nếu họ kháng cự thì sẽ bị tiêu diệt. Abdul-Muttalib (ông của Muhammad) bảo cư dân Mecca đi lánh nạn trên các khu đồi, còn ông cùng một số thành viên lãnh đạo của bộ lạc Quraysh vẫn ở quanh Kaaba. Đến khi Abraha tấn công Mecca, con voi dẫn đầu có tên là Mahmud, được thuật là dừng lại tại ranh giới quanh Mecca và từ chối tiến vào. Điều này tạo ra thuyết rằng một dịch bệnh như đậu mùa có thể đã khiến cuộc xâm chiếm Mecca này thất bại. Còn theo surah al-Fil, [khi Abraha chuẩn bị tiến vào thành phố] xuất hiện một đám mây đen gồm các con chim nhỏ do Allah phái đến. Các con chim mang các hòn đá nhỏ ở mỏ chúng và ném vào quân Ethiopia, khiến họ tan vỡ.
Cụ của Muhammad được thuật là người đầu tiên sử dụng đoàn buôn lạc đà, chúng có vai trò lớn trong nền kinh tế nhộn nhịp của Mecca. Các liên minh hình thành giữa các thương nhân tại Mecca và các bộ lạc du mục địa phương, các bộ lạc đem hàng hoá như da thuộc, gia súc và kim loại khai thác trên các núi của địa phương đến Mecca, chúng sau đó được chất lên các đoàn buôn và đưa đến các thành phố tại Syria và Iraq. Các tường thuật lịch sử cũng cung cấp một số dấu hiệu về việc hàng hoá từ các lục địa khác cũng có thể đã đi qua Mecca. Hàng hoá từ châu Phi và Viễn Đông đi qua thành phố trên đường đến Syria gồm có gia vị, da thuộc, thuốc, vải và nô lệ; đổi lại Mecca tiếp nhận tiền, vũ khí, ngũ cốc và rượu vang, rồi phân phối chúng ra khắp bán đảo Ả Rập. Cư dân Mecca ký kết các thoả thuận với cả Đông La Mã và người Bedouin, và thương lượng việc qua lại an toàn cho các đoàn buôn, cho họ quyền sử dụng nước và đồng cỏ. Mecca trở thành trung tâm của một bang liên lỏng lẻo gồm các bộ lạc, trong đó có Banu Tamim. Các thế lực khác trong khu vực như Abyssinia, Ghassan, và Lakhm đang suy yếu khiến mậu dịch tại Mecca trở thành thế lực ràng buộc chủ yếu tại bán đảo Ả Rập vào cuối thế kỷ VI.

### Muhammad và chinh phục Mecca

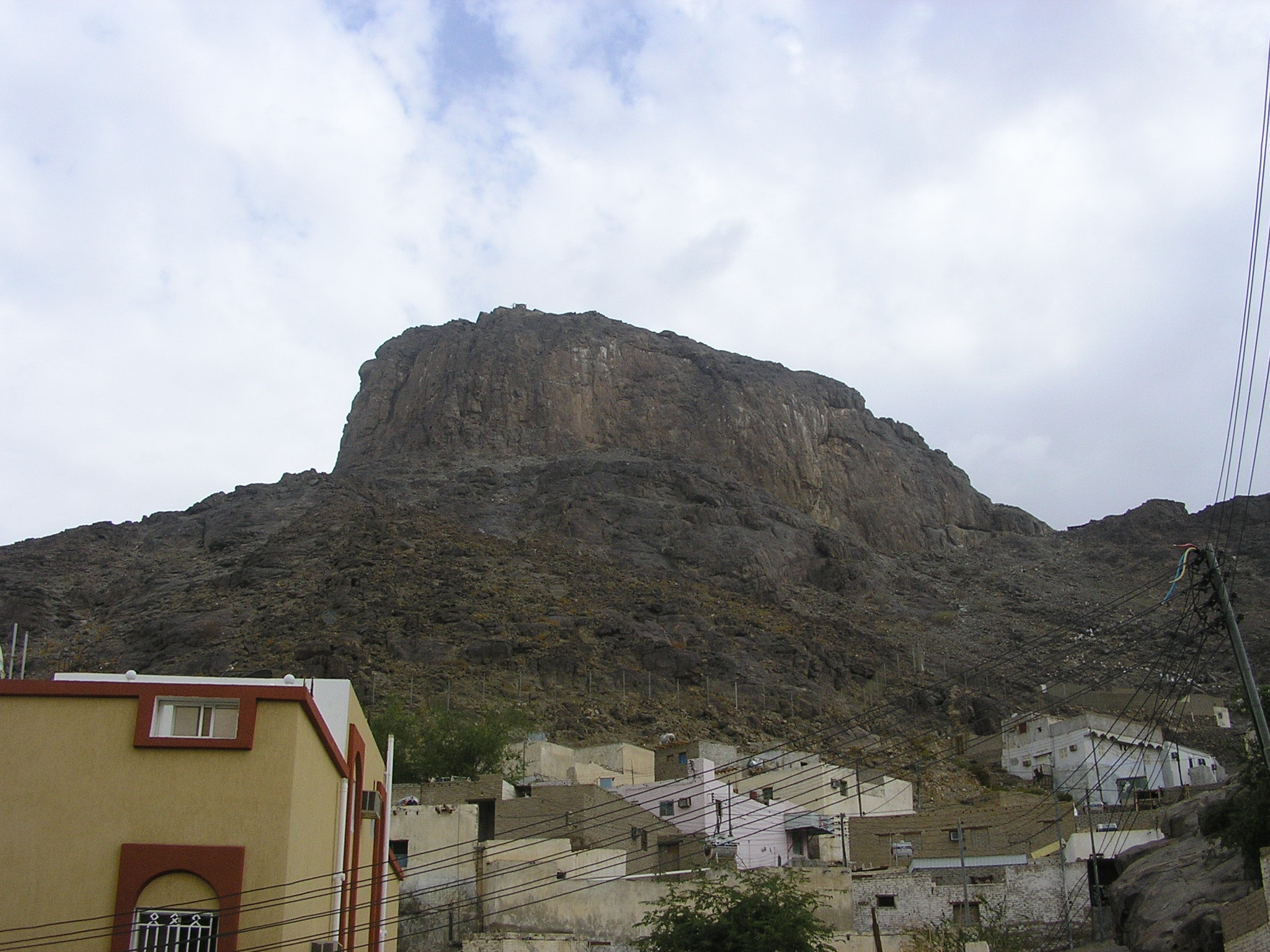
Jabal al-Nour là nơi Muhammad được cho là đã nhận được tiết lộ đầu tiên của Thượng đế thông qua Tổng thiên thần Gabriel.

Muhammad sinh tại Mecca vào năm 570, và do đó Hồi giáo có liên kết chặt chẽ với địa điểm này. Ông sinh ra trong một phái nhỏ là Nhà Hashem, thuộc bộ lạc Quraysh. Theo truyền thuyết Hồi giáo thì tại Mecca, trong hang Hira trên núi Jabal al-Nour, Muhammad bắt đầu nhận các tiết lộ thần thánh từ Thượng đế thông qua Tổng thiên thần Gabriel vào năm 610, và chủ trương về thể thức độc thần Abraham của ông, tương phản với thuyết dị giáo của cư dân Mecca. Sau khi bị các bộ lạc dị giáo ngược đãi suốt 13 năm, đến năm 622 Muhammad di cư (Hijra) cùng đồng đạo (Muhajirun) của ông đến Yathrib (về sau gọi là Medina). Tuy nhiên, xung đột giữa Quraysh và người Hồi giáo tiếp tục: Hai bên giao tranh trong trận Badr, kết quả là người Hồi giáo đánh bại bộ lạc Quraysh ra khỏi Medina; còn trong trận Uhud thì kết quả không dứt khoát. Về tổng thể, các nỗ lực của người Mecca nhằm tiêu diệt Hồi giáo bị thất bại và tỏ ra tốn kém và không thành công. Trong trận chiến Hào vào năm 627, liên quân bán đảo Ả Rập cũng không thể đánh bại lực lượng của Muhammad.
Năm 628, Muhammad cùng các môn đồ của ông muốn đến Mecca để hành hương, song bị bộ lạc Quraysh ngăn cản. Sau đó, người Hồi giáo và người Mecca đạt được Hiệp định Hudaybiyyah, theo đó bộ lạc Quraysh cam kết ngưng chiến đấu với người Hồi giáo và cam kết rằng người Hồi giáo sẽ được cho phép vào thành phố để tiến hành cuộc hành hương vào năm sau. Điều này có nghĩa là đình chiến trong 10 năm, song chỉ hai năm sau bộ lạc Quraysh vi phạm hoà ước khi tàn sát một nhóm người Hồi giáo và các đồng minh của họ. Muhammad cùng các đồng đạo có đến 10.000 người hành quân đến Mecca. Tuy nhiên, thay vì tiếp tục chiến đấu thì thành phố Mecca đầu hàng Muhammad, ông tuyên bố hoà bình và ân xá cho các cư dân thành phố. Các tín đồ của Muhammad phá huỷ các hình tượng dị giáo, và các địa điểm bị Hồi giáo hoá và chuyển đổi mục đích để thờ phụng Thượng đế. Mecca được tuyên bố là địa điểm linh thiêng nhất trong Hồi giáo, được quy định là trung tâm trong cuộc hành hương của người Hồi giáo, một trong năm Cột trụ của Hồi giáo. Sau đó, Muhammad trở về Medina sau khi giao cho Akib ibn Usaid làm thống đốc của thành phố. Các hoạt động khác của Muhammad dẫn đến thống nhất bán đảo Ả Rập.
Muhammad mất vào năm 632, song với nhận thức thống nhất được ông truyền cho Ummah (dân tộc Hồi giáo), Hồi giáo bắt đầu bành trướng nhanh chóng, vươn xa từ Bắc Phi đến châu Á và một phần châu Âu. Khi Đế quốc Hồi giáo phát triển, Mecca tiếp tục thu hút người hành hương từ khắp thế giới Hồi giáo và bên ngoài, do người Hồi giáo đến thành phố để cử hành cuộc hành hương Hajj thường niên. Mecca cũng thu hút các học giả, những người Hồi giáo sùng đạo đến thường trú, vì họ muốn sống gần Kaaba, cùng cư dân địa phương phục vụ người hành hương. Do khó khăn và tốn kém của Hajj, những người hành hương đi thuyền đến Jeddah rồi đi bằng đường bộ, hoặc tham gia các đoàn bộ hành thường niên từ Syria hoặc Iraq.

### Trung đại và cận đại
Mecca chưa từng là thủ đô của nhà nước Hồi giáo nào, song những người cai trị Hồi giáo đã góp phần sửa sang thành phố. Dưới thời trị vì của Umar (634–44) và Uthman ibn Affan (644–56) lo ngại về nạn lụt khiến đế quốc đưa các kỹ sư Cơ Đốc giáo đến để xây dựng các đập nước ở các miền thấp và xây dựng đê để bảo vệ vùng xung quanh Kaaba.
Muhammad di cư đến Medina khiến trọng điểm rời xa khỏi Mecca, và còn xa hơn nữa khi vị khalip thứ tư là Ali lên nắm quyền và chọn Kufa (nay thuộc Iraq) làm thủ đô. Đế quốc Umayyad chuyển thủ đô đến Damascus thuộc Syria còn Đế quốc Abbasi thì chuyển đến Baghdad nay thuộc Iraq, thành phố này là trung tâm của Đế quốc Hồi giáo trong gần 500 năm. Mecca trở lại trong lịch sử chính trị Hồi giáo trong Nội chiến Hồi giáo lần thứ hai (680–692), khi thành phố nằm trong tay Abd Allah ibn al-Zubayr, một người Hồi giáo phản đối các khalip của Umayyad. Thành phố hai lần bị quân Umayyad bao vây, vào năm 683 và 692. Trong một số khoảng thời gian về sau, thành phố ít có tên tuổi trong chính trị, song duy trì là một thành phố mộ đạo và thông thái nằm dưới quyền cai quản của các sharif Nhà Hashem.

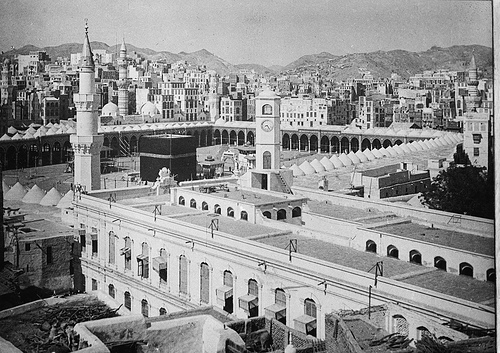
Mecca vào năm 1910

Năm 930, Mecca bị người Qarmat tấn công và cướp phá, đây là một giáo phái Hồi giáo Ismail theo chủ nghĩa thiên niên kỷ dưới quyền Abū-Tāhir Al-Jannābī và tập trung tại miền đông bán đảo Ả Rập. Dịch bệnh Cái chết Đen tấn công Mecca vào năm 1349.
Năm 1517, Sharif Barakat bin Muhammed thừa nhận uy quyền tối cao của Khalip Ottoman song duy trì tự trị địa phương ở mức độ lớn. Năm 1803, thành phố bị Nhà nước Saud thứ nhất chiếm lĩnh, họ nắm giữ Mecca đến năm 1813. Sự kiện này là một đòn mạnh vào thanh thế của Đế quốc Ottoman, tức thế lực thực thi chủ quyền đối với thành phố từ năm 1517. Người Ottoman giao nhiệm vụ đoạt lại quyền kiểm soát Mecca cho một chư hầu hùng mạnh của họ là Khedive (phó vương) Ai Cập Muhammad Ali Pasha. Muhammad Ali Pasha tái lập thành công quyền kiểm soát của Ottoman đối với Mecca vào năm 1813.
Mecca thường xuyên bùng phát dịch tả, từ năm 1830 đến năm 1930 dịch tả từng 27 lần bùng phát trong những người hành hương tại Mecca.

### Hiện đại
Trong Chiến tranh thế giới thứ nhất, Đế quốc Ottoman liên minh với người Đức đối đầu với Anh và các đồng minh của họ. Đặc vụ T. E. Lawrence của Anh lập mưu với Sharif của Mecca là Hussain bin Ali. Hussein bin Ali khởi nghĩa chống Đế quốc Ottoman, và Mecca là thành phố đầu tiên bị quân đội của ông chiếm lĩnh, vào năm 1916. Cuộc khởi nghĩa của Sharif tỏ ra là một bước ngoặt trong chiến tranh trên mặt trận phía đông. Sharif Hussein tuyên bố thành lập Vương quốc Hejaz, và tuyên bố Mecca là thủ đô của quốc gia mới này.
Tin tức tường thuật vào tháng 11 năm 1916 qua đầu mối tại Cairo với những người hành hương Hajj trở về, nói rằng với việc nhà cầm quyền Thổ Ottoman biến mất, Mecca trong dịp Hajj vào năm 1916 đã may mắn thoát khỏi nạn tống tiền quy mô và nạn vòi vĩnh phi pháp của người Thổ làm việc cho chính quyền Ottoman.
Sau trận chiến Mecca vào năm 1924, Sharif của Mecca bị gia tộc Saud lật đổ, và thành phố được hợp nhất vào Ả Rập Xê Út.
Ngày 20 tháng 11 năm 1979, hai trăm phần tử có vũ trang theo chủ nghĩa Hồi giáo dưới quyền nhà thuyết pháp Ả Rập Xê Út Juhayman al-Otaibi đã chiếm lĩnh Đại Thánh đường. Họ tuyên bố rằng hoàng tộc Saud không còn đại diện cho Hồi giáo thuần khiết và rằng Masjid al-Haram (Thánh đường thiêng) và Kaaba cần thuộc về những người có đức tin chân chính. Các phiến quân bắt giữ hàng chục nghìn người hành hương làm con tin và tự giam mình trong thánh đường. Cuộc bao vây kéo dài trong hai tuần, kết quả là hàng trăm người chết và thiệt hại đáng kể đối với đền thờ, đặc biệt là hành lang Safa-Marwa. Quân đội Pakistan tiến hành cuộc tấn công cuối cùng; họ được giúp đỡ về vũ khí, hậu cần và kế hoạch từ một đội biệt kích tinh nhuệ thuộc lực lượng GIGN của Pháp.
Dưới thời Nhà Saud cai trị, có ước tính rằng kể từ năm 1985 có khoảng 95% công trình lịch sử của Mecca đã bị phá huỷ, hầu hết có niên đại trên một nghìn năm. Các di tích lịch sử có tính chất quan trọng về tôn giáo đã bị Nhà Saud phá huỷ gồm năm trong số "bảy thánh đường" nổi tiếng được xây dựng ban đầu bởi con gái của Muhammad và bốn trong số "các đồng đạo lớn nhất" của ông: Masjid Abu Bakr, Masjid Salman al-Farsi, Masjid Umar ibn al-Khattab, Masjid Sayyida Fatima bint Rasulullah và Masjid Ali ibn Abu Talib.
Theo tường thuật, Mecca hiện còn ít hơn 20 công trình kiến trúc có niên đại từ thời Muhammad. Các công trình khác bị phá huỷ bao gồm nhà của vợ của Muhammad là Khadijah; nhà của đồng đạo Muhammad Abu Bakr; nhà của cháu nội Muhammad Ali-Oraid và Thánh đường abu-Qubais; nơi sinh của Muhammad bị phá để xây một thư viện; còn Pháo đài Ajyad từ thời Ottoman bị phá để xây Tháp Abraj Al Bait.
Nguyên nhân khiến nhiều toà nhà lịch sử bị phá huỷ là để dành không gian xây dựng các khách sạn, căn hộ, bãi đỗ xe và các cơ sở hạ tầng khác cho những người hành hương Hajj. Tuy nhiên, nhiều công trình bị phá huỷ nằm ngoài các lý do như vậy, như khi phát hiện được nhà của Ali-Oraid, Quốc vương Fahd đích thân ra lệnh san phẳng nó vì sợ nơi này sẽ trở thành một điểm hành hương.

## Hành hương
Cuộc hành hương đến Mecca thu hút hàng triệu người Hồi giáo từ khắp thế giới. Có hai cuộc hành hương là Hajj và Umrah.
Hajj là cuộc hành hương 'lớn' được cử hành thường niên tại Mecca và các di tích lân cận. Trong Hajj, có vài triệu người thuộc nhiều quốc tịch sẽ cùng nhau cúng bái. Mọi người Hồi giáo trưởng thành và khoẻ mạnh đều phải tiến hành Hajj ít nhất một lần trong đời nếu như họ có khả năng tài chính và thể chất đến Mecca, và có thể sắp xếp để chăm sóc người phụ thuộc ở quê nhà trong khi họ thực hiện chuyến đi.
Umrah là cuộc hành hương nhỏ hơn, không có tính bắt buộc song được đề nghị trong Qur'an. Thường thì các tín đồ thực hiện Umrah khi đến thăm Masjid al-Haram.
Mecca là địa điểm xảy ra một số sự kiện và thất bại kiểm soát đám đông do có quá nhiều người đến trong Hajj. Chẳng hạn vào ngày 2 tháng 7 năm 1990, thảm hoạ xảy ra khi hệ thống thông gió bị hỏng trong một đường hầm bộ hành đông đúc tại Mecca, khiến cho 1.426 người chết do bị nghẹt thở hoặc bị dẫm đạp. Vào ngày 24 tháng 9 năm 2015, hơn 2.000 người hành hương thiệt mạng trong một vụ dẫm đạp tại Mina khi tham dự nghi lễ ném đá tại Jamarat.

## Địa lý
Mecca nằm trên độ cao 277 m so với mực nước biển, và nằm cách biển Đỏ khoảng 80 km. Miền trung Mecca nằm trên một hành lang giữa các ngọn núi và thường được gọi là "hõm Mecca." Khu vực có thung lũng Al Taneem, thung lũng Bakkah và thung lũng Abqar. Vị trí nằm tại vùng núi non đã xác định phạm vi mở rộng đương đại của thành phố. Trung tâm thành phố nằm tại khu vực Masjid al-Haram, có độ cao thấp hơn so với hầu hết thành phố. Khu vực xung quanh thánh đường là khu thành cổ. Các đại lộ chính là Al-Mudda'ah và Sūq al-Layl về phía bắc thánh đường, và As-Sūg Assaghīr về phía nam. Do Nhà Saud mở rộng Đại thánh đường tại trung tâm thành phố, đã có hàng trăm ngôi nhà bị thay thế bằng các đại lộ và quảng trường thành phố. Các ngôi nhà truyền thống được xây dựng bằng đá địa phương và thường có hai đến ba tầng. Tổng diện tích Mecca hiện nay là 1.200 km².
Vào thời kỳ tiền hiện đại, Mecca sử dụng một vài nguồn nước chính. Đầu tiên là các giếng nước tại địa phương như giếng Zamzam, nước của chúng thường hơi mặn. Nguồn thứ hai là dòng chảy của Ayn Zubayda, nguồn của dòng chảy này là các núi J̲abal Saʿd (Jabal Sa'd) và Jabal Kabkāb, nằm cách vài km về phía đông của Jabal Arafa và cách Mecca khoảng 20 km về phía đông nam. Nước được vận chuyển từ đó bằng các rãnh ngầm. Nguồn thứ ba là mưa, nó được cư dân trữ trong các hồ chứa nhỏ hoặc là các bể nước. Lượng mưa khan hiếm, song cũng gây ra nguy cơ lũ lụt và từng là một mối đe doạ từ những thời kỳ đầu tiên. Theo Al-Kurdī, từng có 89 trận lụt lịch sử cho đến năm 1965, trong đó có vài trận lụt vào thời kỳ Saud. Trong thế kỷ XX, trận lụt nghiêm trọng nhất là vào năm 1942. Kể từ đó, các con đập được xây dựng để cải thiện vấn đề này.

### Khu phố
- Ajyad
- Al Adl[73]
- Al Faisaliyyah
- Al Gemmezah
- Al Ghassalah
- Al Hindawiyyah
- Al Iskan
- Al Khalediya[73]
- Al Maabda[73]
- Al Muaisem[73]
- Al Nuzha
- Al Rasaifah
- Al Shoqiyah[73]
- Al Shubaikah
- Al Sulaimaniyyah
- Al Tundobawi
- Al Utaibiyyah
- Al Zahir
- Al Zahra
- Aziziyah[73]
- Gazza[74]
- Jabal Al Nour
- Jarwal
- Jurhum[75]
- Mina
- Misfalah
- Shar Mansur[75]
- Suq Al Lail

## Khí hậu
Mecca có khí hậu hoang mạc nóng, nhiệt độ vẫn nóng trong mùa đông khi dao động từ 18 °C đến 30 °C vào ban ngày. Nhiệt độ vào mùa hè thì cực nóng, thường là trên 40 °C vào ban ngày, giảm xuống 30 °C vào ban đêm.
Do Mecca nằm trên một hoang mạc nên các cơn bão bụi thường xuất hiện trong thành phố. Gió Shamal xuất hiện tại Mecca vào các tháng mùa hè, loại gió này mang rất nhiều bụi và đạt đỉnh vào buổi sáng song giảm vào ban đêm. Các cơn gió Shamal cũng xuất hiện trong mùa đông nhưng không thường xuyên. Các cơn bão cát hay bão bụi thường tác động đến Mecca hầu như trong mọi tháng song đặc biệt là vào mùa hè. Gió tây đem giông bão đến Mecca vào mùa đông và các cơn đông mưa đá thỉnh thoảng cũng xuất hiện.
| Dữ liệu khí hậu của Mecca                    | Dữ liệu khí hậu của Mecca | Dữ liệu khí hậu của Mecca | Dữ liệu khí hậu của Mecca | Dữ liệu khí hậu của Mecca | Dữ liệu khí hậu của Mecca | Dữ liệu khí hậu của Mecca | Dữ liệu khí hậu của Mecca | Dữ liệu khí hậu của Mecca | Dữ liệu khí hậu của Mecca | Dữ liệu khí hậu của Mecca | Dữ liệu khí hậu của Mecca | Dữ liệu khí hậu của Mecca | Dữ liệu khí hậu của Mecca |
| Tháng                                        | 1                         | 2                         | 3                         | 4                         | 5                         | 6                         | 7                         | 8                         | 9                         | 10                        | 11                        | 12                        | Năm                       |
| -------------------------------------------- | ------------------------- | ------------------------- | ------------------------- | ------------------------- | ------------------------- | ------------------------- | ------------------------- | ------------------------- | ------------------------- | ------------------------- | ------------------------- | ------------------------- | ------------------------- |
| Cao kỉ lục °C (°F)                           | 37.4 (99.3)               | 38.3 (100.9)              | 42.4 (108.3)              | 44.7 (112.5)              | 49.4 (120.9)              | 49.6 (121.3)              | 49.8 (121.6)              | 49.7 (121.5)              | 49.4 (120.9)              | 47.0 (116.6)              | 41.2 (106.2)              | 38.4 (101.1)              | 49.8 (121.6)              |
| Trung bình ngày tối đa °C (°F)               | 30.5 (86.9)               | 31.7 (89.1)               | 34.9 (94.8)               | 38.7 (101.7)              | 42.0 (107.6)              | 43.8 (110.8)              | 43.0 (109.4)              | 42.8 (109.0)              | 42.8 (109.0)              | 40.1 (104.2)              | 35.2 (95.4)               | 32.0 (89.6)               | 38.1 (100.6)              |
| Trung bình ngày °C (°F)                      | 24.0 (75.2)               | 24.7 (76.5)               | 27.3 (81.1)               | 31.0 (87.8)               | 34.3 (93.7)               | 35.8 (96.4)               | 35.9 (96.6)               | 35.7 (96.3)               | 35.0 (95.0)               | 32.2 (90.0)               | 28.4 (83.1)               | 25.6 (78.1)               | 30.8 (87.4)               |
| Tối thiểu trung bình ngày °C (°F)            | 18.8 (65.8)               | 19.1 (66.4)               | 21.1 (70.0)               | 24.5 (76.1)               | 27.6 (81.7)               | 28.6 (83.5)               | 29.1 (84.4)               | 29.5 (85.1)               | 28.9 (84.0)               | 25.9 (78.6)               | 23.0 (73.4)               | 20.3 (68.5)               | 24.7 (76.5)               |
| Thấp kỉ lục °C (°F)                          | 11.0 (51.8)               | 10.0 (50.0)               | 13.0 (55.4)               | 15.6 (60.1)               | 20.3 (68.5)               | 22.0 (71.6)               | 23.4 (74.1)               | 23.4 (74.1)               | 22.0 (71.6)               | 18.0 (64.4)               | 16.4 (61.5)               | 12.4 (54.3)               | 10.0 (50.0)               |
| Lượng Giáng thủy trung bình mm (inches)      | 20.8 (0.82)               | 3.0 (0.12)                | 5.5 (0.22)                | 10.3 (0.41)               | 1.2 (0.05)                | 0.0 (0.0)                 | 1.4 (0.06)                | 5.0 (0.20)                | 5.4 (0.21)                | 14.5 (0.57)               | 22.6 (0.89)               | 22.1 (0.87)               | 111.8 (4.40)              |
| Số ngày giáng thủy trung bình                | 4.0                       | 0.9                       | 1.8                       | 1.8                       | 0.7                       | 0.0                       | 0.3                       | 1.5                       | 2.0                       | 1.9                       | 3.9                       | 3.6                       | 22.4                      |
| Độ ẩm tương đối trung bình (%)               | 58                        | 54                        | 48                        | 43                        | 36                        | 33                        | 34                        | 39                        | 45                        | 50                        | 58                        | 59                        | 59                        |
| Số giờ nắng trung bình tháng                 | 260.4                     | 245.8                     | 282.1                     | 282.0                     | 303.8                     | 321.0                     | 313.1                     | 297.6                     | 282.0                     | 300.7                     | 264.0                     | 248.0                     | 3.400,5                   |
| Số giờ nắng trung bình ngày                  | 8.4                       | 8.7                       | 9.1                       | 9.4                       | 9.8                       | 10.7                      | 10.1                      | 9.6                       | 9.4                       | 9.7                       | 8.8                       | 8.0                       | 9.3                       |
| Nguồn 1: Trung tâm Khí hậu Khu vực Jeddah    |                           |                           |                           |                           |                           |                           |                           |                           |                           |                           |                           |                           |                           |
| Nguồn 2: Cục Khí tượng Đức (nắng, 1986–2000) |                           |                           |                           |                           |                           |                           |                           |                           |                           |                           |                           |                           |                           |

## Địa danh

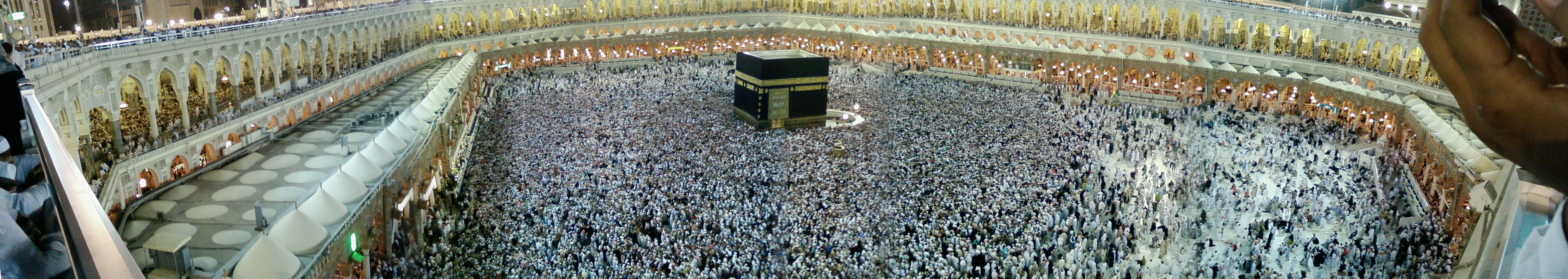
Toàn cảnh Masjid al-Haram.

Mecca sở hữu thánh đường Hồi giáo lớn nhất thế giới là Masjid al-Haram. Thánh đường nằm quanh Kaaba, là nơi người Hồi giáo hướng đến khi cầu nguyện hàng ngày (salat). Thánh đường này còn được gọi phổ biến là Haram hoặc Đại thánh đường.
Do sự thù địch của giáo phái Wahhabi với việc súng kính dành cho các toà nhà lịch sử và tôn giáo, Mecca đã mất đi hầu hết di sản của mình trong những năm gần đây và ít toà nhà từ 1500 qua còn tồn tại dưới thời Nhà Saud cai trị.
Thành phố đang mở rộng, bao gồm việc xây dựng Tháp Abraj Al Bait cao 601 m nằm gần Masjid al-Haram. Đây là toà nhà cao thứ ba thế giới khi nó hoàn thành vào năm 2012. Việc xây dựng tháp này khiến Pháo đài Ajyad từ thời Ottoman bị phá huỷ, gây tranh chấp giữa Thổ Nhĩ Kỳ và Ả Rập Xê Út.

Cổng Quran

Giếng Zamzam là một nguồn nước nổi tiếng. Qishla tại Mecca là một thành trì của Ottoman nằm đối diện với Đại thánh đường và bảo vệ thành phố khỏi các cuộc tấn công. Tuy nhiên, chính phủ Ả Rập Xê Út loại bỏ cấu trúc này để tạo không gian cho các khách sạn và toà nhà kinh doanh nằm gần Đại thánh đường. Hira là một hang nằm gần Mecca, trên một ngọn núi tên là Jabal Al-Nūr. Nó nổi tiếng do là nơi Muhammad nhận các tiết lộ đầu tiên cho ông từ Thượng đế thông qua Jibreel, còn gọi là Gabriel đối với tín đồ Cơ Đốc giáo.
Cổng Mecca nằm trên Xa lộ Jeddah-Mecca, đánh dấu ranh giới khu vực người không theo Hồi giáo bị cấm tiến vào. Cổng được thiết kế vào năm 1979 bởi kiến trúc sư Ai Cập Samir Elabd. Cấu trúc giống với một quyển sách, đại diện cho Qur'an.

## Kinh tế

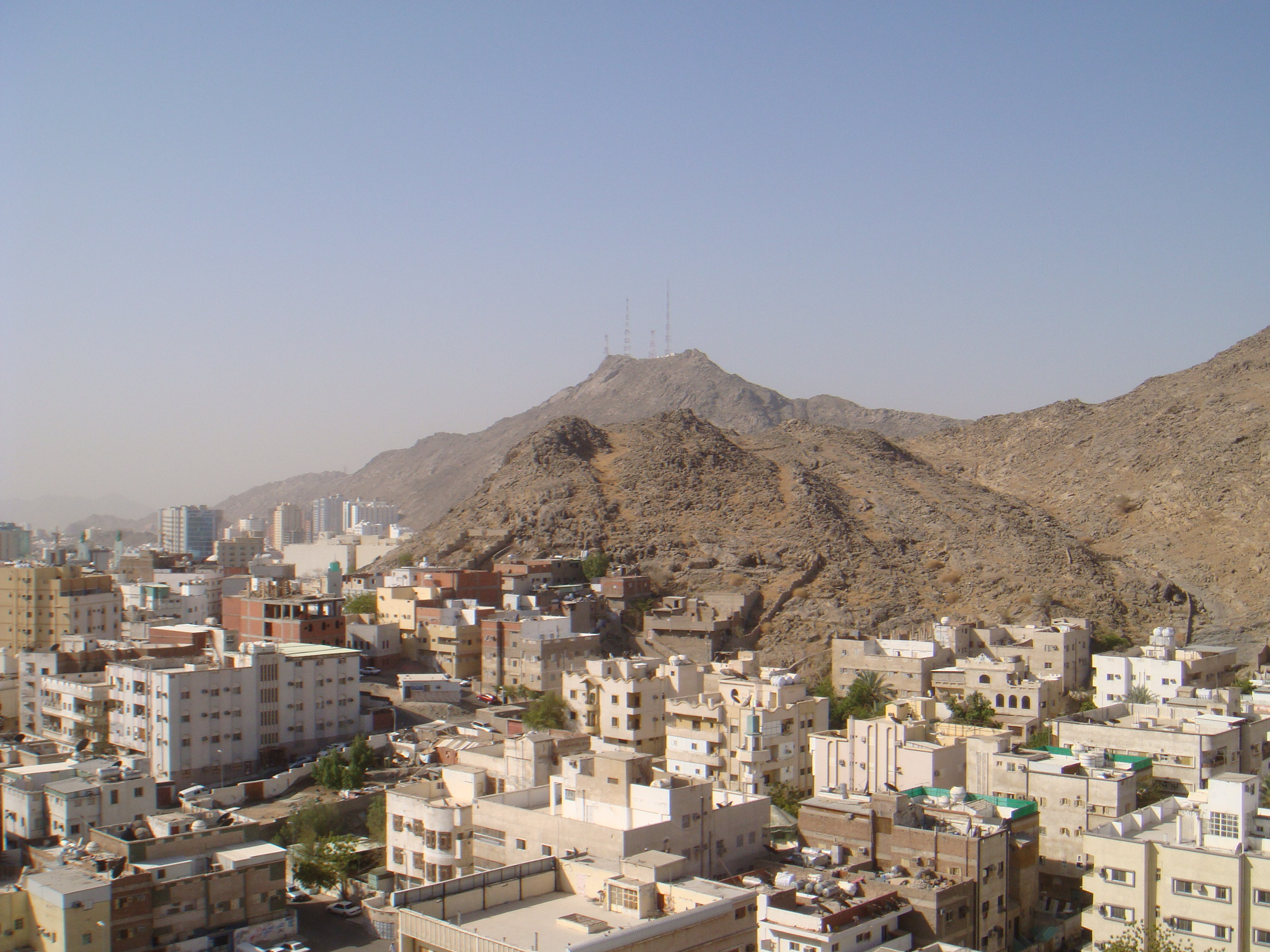
Khu Makkah Azizia vào buổi trưa

Kinh tế Mecca phụ thuộc sâu vào cuộc hành hương thường niên. Theo lời một học giả, "[người Mecca] không có cách kiếm sống nào ngoài phục vụ những người hajj." Nguồn thu từ Hajj trên thực tế không chỉ mang lại sức lực cho kinh tế Mecca mà trong lịch sử còn có tác động sâu sắc đến kinh tế toàn bộ bán đảo Ả Rập. Nguồn thu được tạo ra theo một số cách thức, như đánh thuế những người hành hương. Các loại thuế đặc biệt tăng lên trong Đại khủng hoảng, và nhiều trong số các khoản thuế này tồn tại cho đến năm 1972. Cách khác để Hajj tạo ra nguồn thu là thông qua các dịch vụ cho người hành hương, như hãng hàng không quốc gia của Ả Rập Xê Út là Saudia tạo ra 12% nguồn thu của họ từ những người hành hương. Tiền đi đường của người hành hương để đến Mecca cũng tạo ra nguồn thu; cùng với đó là khách sạn và công ty ở trọ.
Thành phố nhận được 100 triệu USD, trong khi chính phủ Ả Rập Xê Út chi khoảng 50 triệu USD cho các dịch vụ của Hajj. Thành phố có một số ngành công nghiệp và nhà máy, song không còn giữ vai trò lớn trong kinh tế Ả Rập Xê Út, vốn là nền kinh tế chủ yếu dựa vào xuất khẩu dầu.
Nhiều loại hình doanh nghiệp tồn tại trong thành phố kể từ năm 1970 như sản xuất tôn uốn, rèn đồng, cửa hàng mộc, đệm bọc, nhà máy chiết xuất dầu thực vật, nhà máy kẹo, nhà máy bột mì, lò bánh mì, nuôi gia cầm, nhập khẩu thực phẩm đông lạnh, chế ảnh, cơ quan thư ký, nhà máy nước đá, nhà máy đóng chai nước ngọt có ga, tiệm cắt tóc, cửa hàng sách, cơ quan du lịch và ngân hàng.
Thành phố phát triển ổn định trong các thế kỷ XX và XXI, do số lượng người hành hương tham gia Hajj tăng lên nhờ tính tiện lợi và khả năng chi trả cho du lịch bằng đường hàng không. Hàng nghìn người Ả Rập Xê Út được thuê quanh năm để giám sát Hajj và làm nhân viên cho các khách sạn và cửa hàng phục vụ người hành hương; các lao động này lại làm gia tăng nhu cầu về nhà ở và dịch vụ. Thành phố hiện được các tuyến đường cao tốc bao quanh, và có các khu mua sắm và nhà cao tầng.

## Y tế
Chính phủ Ả Rập Xê Út cung cấp chăm sóc y tế miễn phí cho toàn bộ người hành hương. Mecca có 10 bệnh viện:
- Bệnh viện Ajyad (tiếng Ả Rập: مستشفى أجياد)
- Bệnh viện Quốc vương Faisal (tiếng Ả Rập: مستشفى الملك فيصل بحي الششه)
- Bệnh viện Quốc vương Abdul Aziz (tiếng Ả Rập: مستشفى الملك عبدالعزيز بحي الزاهر)
- Vệnh viện Chuyên khoa Al Noor (tiếng Ả Rập: مستشفى النور التخصصي)
- Bệnh viện Hira (tiếng Ả Rập: مستشفى حراء)
- Vệnh viện Sản-Nhi (tiếng Ả Rập: مستشفى الولادة والأطفال)
- Thành phố Y tế Quốc vương Abdullah (tiếng Ả Rập: مدينة الملك عبدالله الطبية)
- Vệnh viện Đa khoa Khulais (tiếng Ả Rập: مستشفى خليص العام)
- Bệnh viện Đa khoa Al Kamel (tiếng Ả Rập: مستشفى الكامل العام)
- Bệnh viện Ibn Sena tại Bahhrah (tiếng Ả Rập: مستشفى ابن سينا بحداء / بحره)

Ngoài ra còn có nhiều phòng khám cho cư dân và khách hành hương.

## Văn hoá

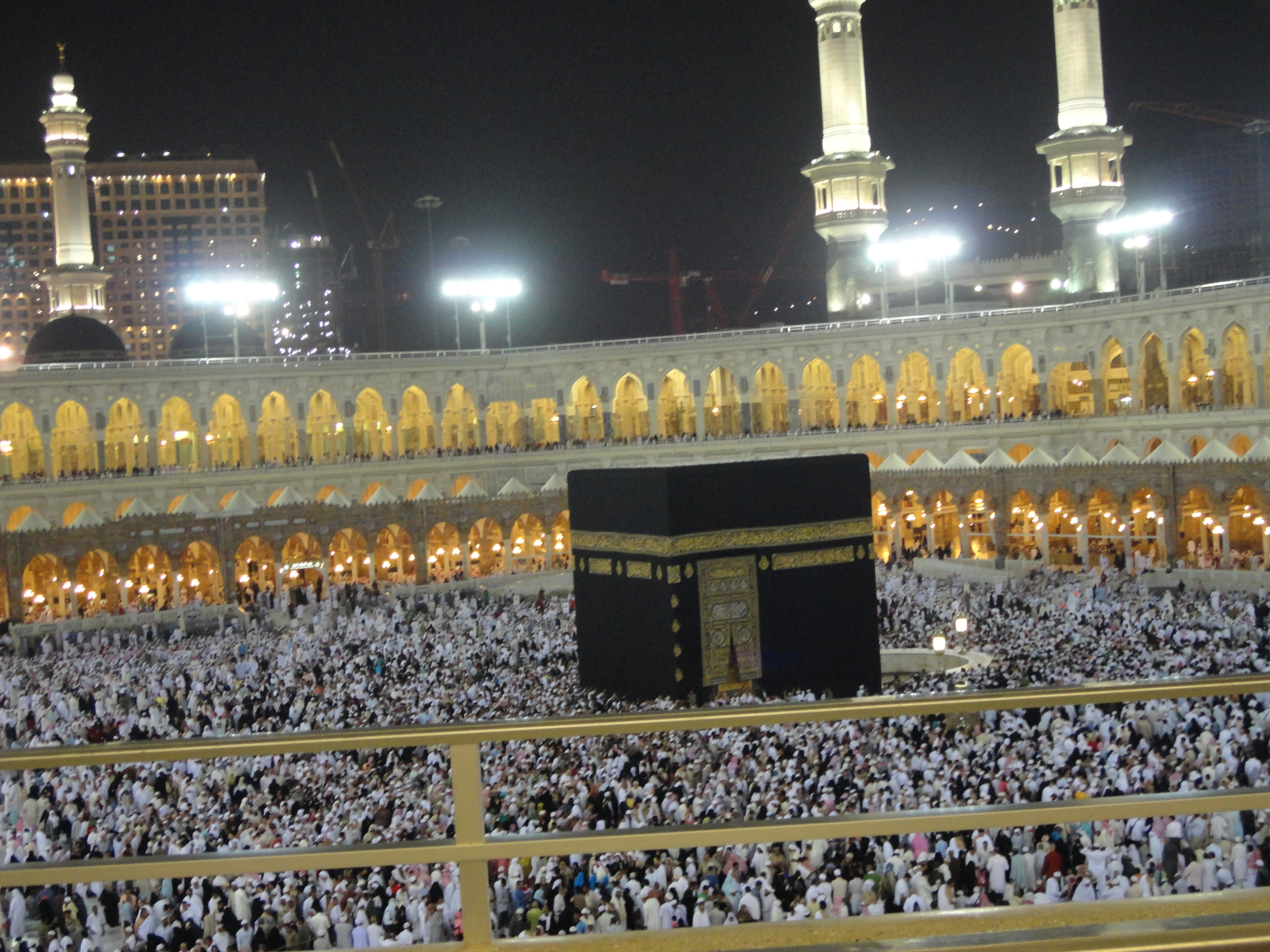
Masjid al-Haram và Kaaba.

Văn hoá Mecca chịu tác động từ lượng người hành hương đông đảo đến thành phố mỗi năm, và do đó có di sản văn hoá phong phú, trở thành thành phố đa dạng nhất trong thế giới Hồi giáo. Tương phản với phần còn lại của Ả Rập Xê Út, đặc biệt là Najd, Mecca theo lời The New York Times, trở thành "một ốc đảo nổi bật" về tự do tư tưởng và thảo luận, cũng như của "chủ nghĩa tự do không chắc" do "người Mecca cho mình là một bức tường thành chống lại chủ nghĩa cực đoan đang len lỏi và đã bắt kịp phần lớn cuộc tranh luận Hồi giáo".
Máy in lần đầu được đưa đến Mecca vào năm 1885 bởi Osman Nuri Pasha, một thống đốc của Ottoman. Trong giai đoạn Nhà Hashem, nó được sử dụng để in công báo chính thức của thành phố có tên là al-Qibla. Chế độ Saud mở rộng nhà máy in này với mức hoạt động lớn hơn, phổ biến công báo chính thức mới của nhà nước là Umm al-Qurā. Từ đó các máy in và kỹ thuật in được đưa đến thành phố từ khắp Trung Đông, hầu hết là thông qua Jeddah.
Mecca có tờ báo riêng mang tên Al Nadwa, song các báo quốc gia và quốc tế khác cũng được phát hành tại Mecca như Saudi Gazette, Al Madinah, Okaz và Al-Bilad. Ba tờ đầu là những báo chính tại Mecca (và các thành phố khác trong nước), tập trung chủ yếu vào các vấn đề tác động đến thành phố. Nhiều đài truyền hình phục vụ khu vực thành phố, gồm có Saudi TV1, Saudi TV2, Saudi TV Sports, Al-Ekhbariya, Arab Radio and Television Network và các nhà cung cấp truyền hình cáp, vệ tinh và chuyên biệt khác.
Tại Mecca vào thời kỳ tiền hiện đại, các môn thể thao phổ biến nhất là vật ngẫu hứng và chạy bộ. Bóng đá hiện là môn thể thao phổ biến nhất tại Mecca, thành phố có một số câu lạc bổ thể thao thuộc hàng lâu năm nhất tại Ả Rập Xê Út, như Al-Wahda FC (thành lập vào năm 1945). Sân vận động Quốc vương Abdulaziz là sân vận động lớn nhất tại Mecca với sức chứa 38.000 chỗ ngồi.

### Ẩm thực

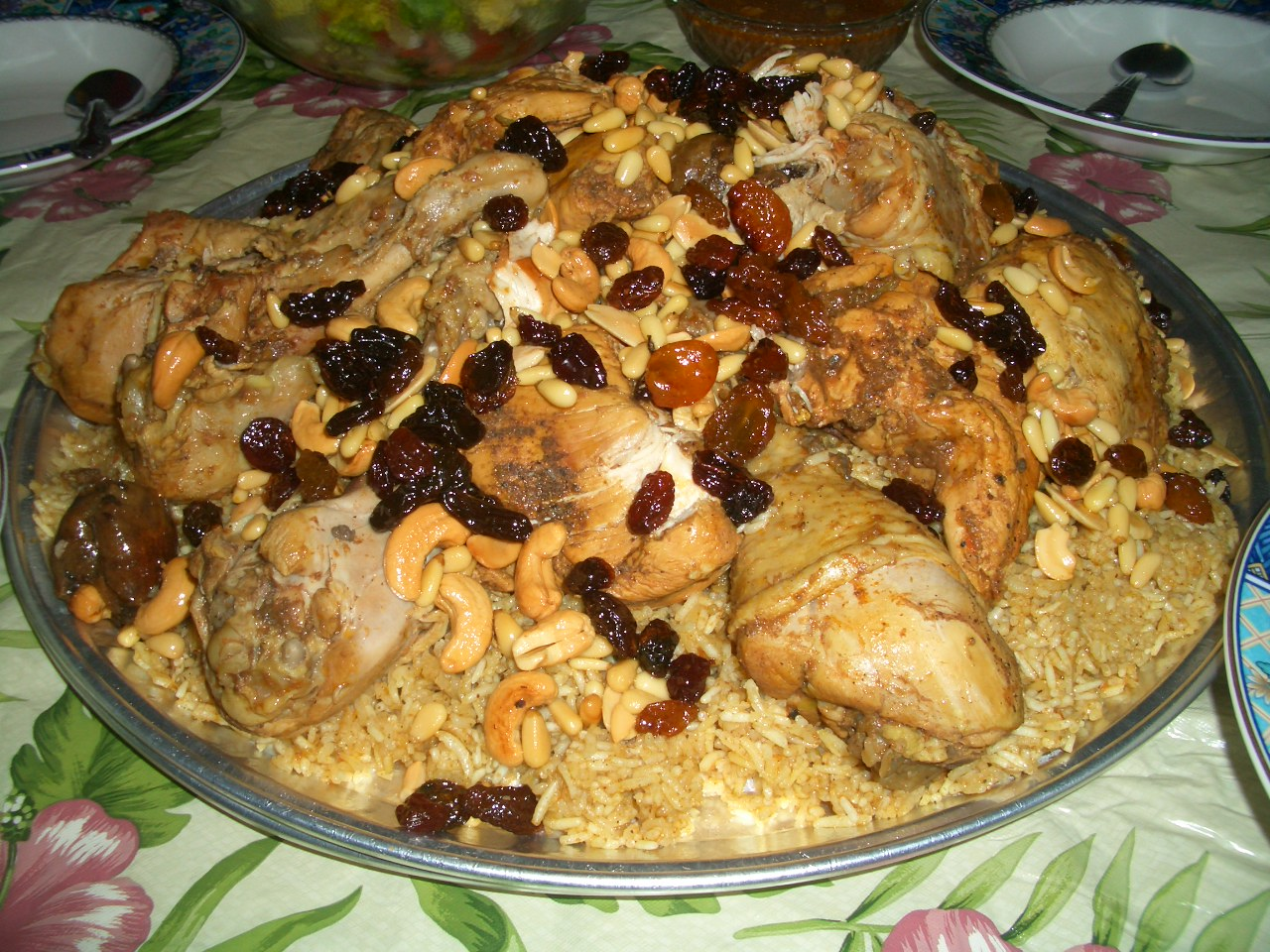
Kabsa là món ăn phổ biến tại Mecca

Giống như tại các thành phố Ả Rập khác, Kabsa (một món được nêm gia vị gồm gạo và thịt) là bữa trưa truyền thống phổ biến nhất, song món mandi từ Yemen (gồm gạo và thịt nấu kiểu tandoori) cũng phổ biến. Các món thịt nướng như shawarma, kofta và kebab được bán nhiều tại Mecca. Trong dịp Ramadan, đậu răng ngựa ngâm dầu ô liu (ful medames) và samosa là các món phổ biến nhất và được ăn vào lúc hoàng hôn. Các món này luôn xuất hiện trong các nhà hàng Liban, Syria và Thổ Nhĩ Kỳ.
Sự pha trộn của các dân tộc và quốc tịch khác nhau trong cư dân Mecca có tác động đáng kể đến ẩm thực truyền thống địa phương. Thành phố được mô tả là một trong các thành phố Hồi giáo có tính thế giới nhất, với một nền ẩm thực quốc tế.
Theo truyền thống trong dịp Ramadan, nam giới (gọi là Saggas) cung cấp nước khoáng và nước quả ép cho những người Hồi giáo để họ ăn điểm tâm vào hoàng hôn. Ngày nay, Saggas kiếm tiền bằng cách cung cấp các loại đồ ăn ngọt như baklava va basbosa cùng với các đồ uống nước quả ép.
Trong thế kỷ XX, nhiều chuỗi đồ ăn nhanh đã mở cửa hàng nhượng quyền tại Mecca, phục vụ người dân địa phương và khách hành hương. Các đồ ăn ngoại lai thường được các khách hành hương đem đến.

### Nhân khẩu
Mật độ dân số tại Mecca ở mức rất cao, hầu hết cư dân thường trú tại Mecca sống trong khu thành cổ, và nhiều người làm việc trong ngành kinh doanh mà người địa phương gọi là ngành kinh doanh Hajj. Một quan chức Ả Rập Xê Út từng phát biểu "Chúng tôi chưa từng ngưng việc chuẩn bị cho Hajj." Trong suốt cả năm, các dòng người hành hương tiến vào thành phố để thực hiện các nghi lễ của Umrah, và trong các tuần cuối cùng của tháng Dhu al-Qidah, có trung bình 4 triệu người Hồi giáo đến thành phố để tham gia các nghi lễ gọi là Hajj.
Người hành hương thuộc các dân tộc và xuất thân khác nhau, chủ yếu đến từ Trung Á, Nam Á, Đông Nam Á, châu Âu, Trung Đông và châu Phi. Nhiều người hành hương ở lại và trở thành cư dân của thành phố. Người đến từ Myanmar là một cộng đồng lâu năm, có sự bền vững với số lượng khoảng 250.000 người. Ngoài đa dạng do Hajj, bùng nổ dầu mỏ trong 50 qua tại Ả Rập Xê Út khiến hàng trăm nghìn người nhập cư đến lao động trong thành phố.
Người không theo Hồi giáo bị cấm đến Mecca theo luật pháp của Ả Rập Xê Út, và việc sử dụng các tài liệu gian lận để làm điều này có thể dẫn đến việc bị bắt giữ và khởi tố. Lệnh cấm cũng được áp dụng cho người thuộc giáo phái Ahmadiyya vì họ được cho rằng không phải là người Hồi giáo. Tuy vậy, có nhiều người không theo Hồi giáo từng đến thành phố, trường hợp đầu tiên được ghi lại là Ludovico di Varthema vào năm 1503. Người sáng lập Sikh giáo là Guru Nanak Sahib đến Mecca vào tháng 12 năm 1518. Một trong những người nổi tiếng nhất là Richard Francis Burton, ông đến với thân phận tín đồ phái Sufi Qadiriyyah từ Afghanistan vào năm 1853.

## Giáo dục
Giáo dục chính thức bắt đầu phát triển trong giai đoạn cuối Ottoman, tiếp tục một cách chậm chạp qua thời Nhà Hashem. Nỗ lực lớn đầu tiên nhằm cải thiện tình hình là của một thương gia Jeddah tên là Muhammad ʿAlī Zaynal Riḍā, ông lập ra Madrasat al-Falāḥ tại Mecca vào năm 1911–12.
Hệ thống trường học tại Mecca có nhiều trường học công lẫn tư, dành cho cả nam sinh và nữ sinh. Tính đến năm 2005, thành phố có 532 trường công và tư cho nam sinh, và 681 trường công và tư cho nữ sinh. Ngôn ngữ giảng dạy trong các trường công và tư là tiếng Ả Rập, còn tiếng Anh được nhấn mạnh với vị thế là ngôn ngữ thứ hai, song một số trường tư do các thực thể nước ngoài thành lập, như các trường quốc tế, đã sử dụng tiếng Anh làm ngôn ngữ giảng dạy. Họ cũng được phép dạy chung các nam sinh và nữ sinh.
Đối với giáo dục bậc cao, thành phố chỉ có một trường đại học là Đại học Umm Al-Qura, trường được thành lập vào năm 1949 với hình thức là trường cao đẳng, và trở thành một đại học công lập vào năm 1979.

## Truyền thông
Viễn thông trong thành phố được nhấn mạnh từ sớm dưới thời Nhà Saud. Quốc vương Abdul Aziz Al-Saud (Ibn Saud) thúc giục chúng tiến bộ do ông nhận ra đây là một phương thức tiện lợi và giúp cai quản tốt hơn. Trước đó, trong thời Quốc vương Husayn có khoảng 20 máy điện thoại trong toàn thành phố; đến năm 1936 con số này tăng lên 450, chiếm khoảng một nửa số máy điện thoại của toàn quốc. Trong thời gian này, các đường dây điện thoại được mở rộng đến Jeddah và Ta'if, song không đến thủ đô Riyadh. Đến năm 1985, Mecca cùng với các thành phố khác trong nước đã sở hữu các phương tiện truyền thông điện thoại, máy điện báo, phát thanh và truyền hình hiện đại.
Truyền thông phát thanh hạn chế được hình thành trong Vương quốc Hejaz dưới thời Nhà Hashem. Đến năm 1929, các trạm vô tuyến được lập ra tại nhiều thị trấn khác nhau trong vùng, tạo ra một mạng lưới hoàn chỉnh về chức năng vào năm 1932. Ngay sau Chiến tranh thế giới thứ hai, mạng lưới hiện hữu được mở rộng và cải tiến trên mức độ lớn. Kể từ đó, truyền thông phát thanh đã được sử dụng rộng rãi trong việc chỉ dẫn cuộc hành hương và thông báo cho người hành hương. Điều này bắt đầu vào năm 1950 và cho đến khoảng năm 1957 thì Đài Phát thanh Makka trở thành đài mạnh nhất tại Trung Đông. Âm nhạc không được phát từ đầu, song dần được đưa vào nội dung chương trình.

## Giao thông

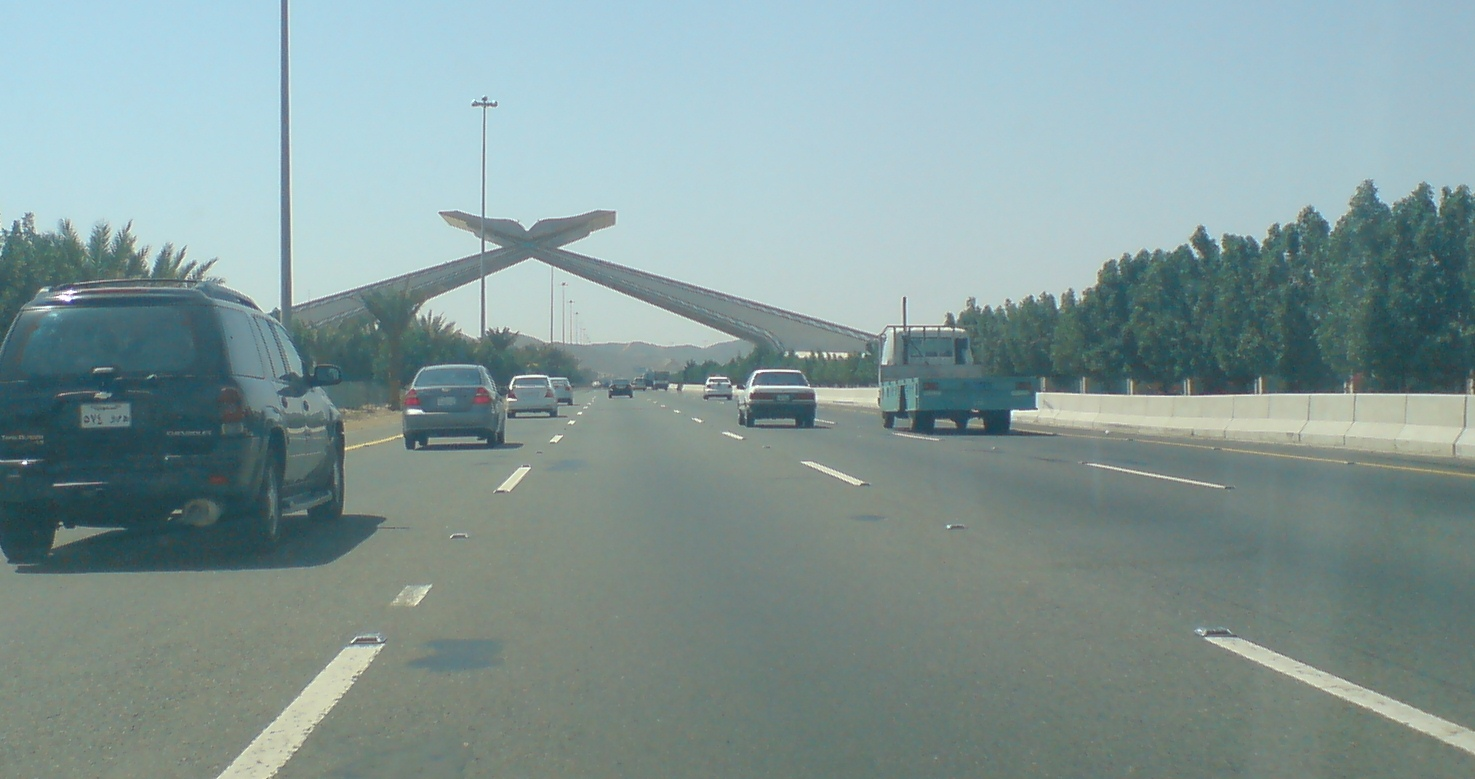
Lối vào Mecca trên xa lộ từ Jeddah

Mecca chỉ có sân bay Mecca Đông với quy mô nhỏ và không có dịch vụ hàng không, do đó thành phố được phục vụ bởi Sân bay quốc tế quốc vương Abdulaziz nằm tại Jeddah, cách trung tâm thành phố khoảng 100 km. Nhằm phục vụ lượng lớn khách hành hương Hajj, sân bay này có một nhà ga Hajj chuyên biệt, chứa được đồng thời 47 máy bay và có thể tiếp nhận 3.800 khách hành hương mỗi giờ trong dịp Hajj.
Al Mashaaer Al Mugaddassah Metro là một tuyến đường sắt đô thị tại Mecca, được khánh thành vào năm 2010. Tuyến đường sắt này có nhiều dài 18,1 km, vận chuyển khách hành hương đến các di tích thiêng liêng là núi Arafat, Muzdalifah và Mina thuộc thành phố trong dịp Hajj nhằm giảm tắc nghẽn trên các tuyến đường bộ. Mecca Metro có tên chính thức là "Đường sắt đại chúng Makkah", là một hệ thống đường sắt đô thị gồm bốn tuyến được lên kế hoạch cho thành phố. Nó sẽ giúp Al Mashaaer Al Mugaddassah Metro vận chuyển khách hành hương trong dịp Hajj.
Một tuyến đường sắt cao tốc liên tỉnh (Kế hoạch đường sắt cao tốc Haramain còn gọi là "đường sắt miền tây") được bắt đầu xây dựng từ năm 2009. Tuyến có chiều dài 444 km, liên kết các thành phố linh thiêng Medina và Mecca thông qua Thành phố kinh tế Quốc vương Abdullah, Rabigh, Jeddah và Sân bay quốc tế Quốc vương Abdulaziz. Tuyến đường sắt này được lên kế hoạch cung cấp vận chuyển an toàn và thuận tiện với tốc độ 320 km/h, sẽ giảm thời gian qua lại giữa Mecca và Medina xuống dưới hai tiếng.
Một số xa lộ liên tỉnh giúp liên kết thành phố Mecca:
- Xa lộ 40 – liên kết Jeddah đến Mecca và Mecca đến Dammam.
- Xa lộ 15 – liên kết Taif đến Mecca và Mecca đến Medina.

## Thành phố kết nghĩa
- Medina, Ả Rập Xê Út
- Merv, Turkmenistan
- Taif, Ả Rập Xê Út